# Göteborgs Kex

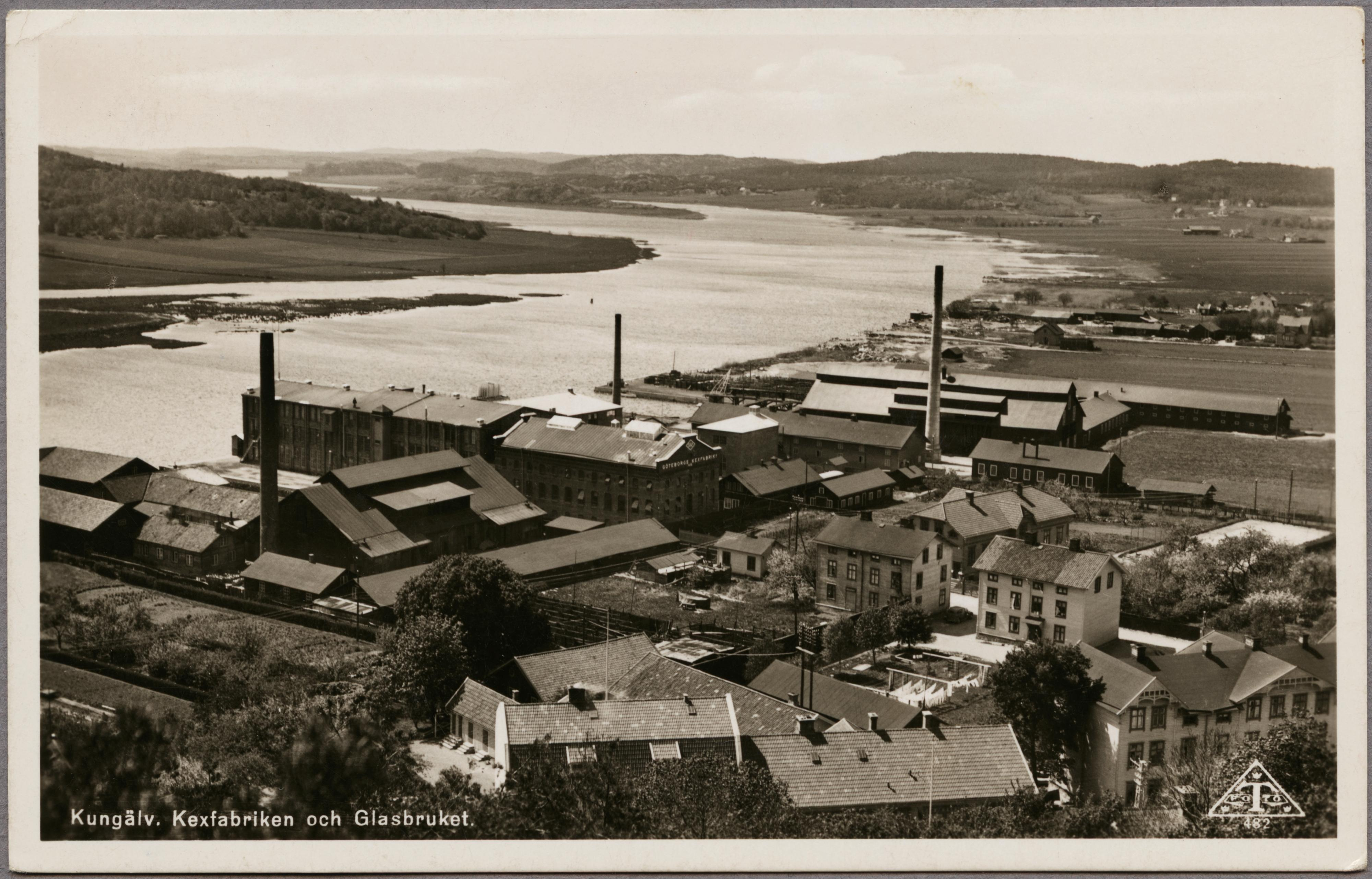
Kexfabriken och glasbruket i Kungälv. Vykort från 1947.

Göteborgs Kex Aktiebolag, med bland annat varumärket Göteborgs Kex, är Skandinaviens ledande leverantör av kex, rån och liknande varor. Tillverkningen bedrevs under perioden 1889–21 december 2022 i Kungälv, två mil norr om centrala Göteborg, men är därefter flyttad till Riga i Lettland.

## Historia
Grosshandlaren Carl Leopold Berggren i Göteborg ägnade sig bland annat åt import av brittiska kex och bakverk till Sverige. Efter de kraftigt höjda tullar på sådana varor som blev följden av 1887 års tullstrider hade han kommit att intressera sig för produktion av kex av brittisk typ inom riket, närmare bestämt i Kungälv, där han sedan tidigare drev annan verksamhet. 
Genom sina förbindelser i Storbritannien fann han en kompanjon i Robert Cruickshank från Glasgow. I juni 1888 kom Cruickshank med familj och fem bageriarbetare över till Sverige och redan i december samma år kunde produktionen ta sin början. Bolagsordning fastställdes den 13 juli 1888, och bolagets ändamål angavs till "att anlägga och drifva fabrik för tillverkning af kex och andra bakverk."På luciadagen 1888 genomfördes det första provbaket. 1889 startade den fullskaliga produktionen och i rask takt etablerade sig bolaget med försäljning över hela landet. Robert Cruickshank var delägare i företaget och ansvarade för tillverkningen fram till sin bortgång 1896.
1897 utsågs bolaget till kunglig hovleverantör. Tidiga framgångar var tillverkningen av mariekex som utvecklades till bolagets absoluta storsäljare. Ett annat populärt kex från starten var Albert som tillverkades fram till 1977. Aktiekapital 1901 var 143 000 kronor. Styrelsen bestod samma år av Carl Leopold Berggren, A.L. Ståhlgren och Edward Berggren som verkställande direktör. Carl Leopold Berggren gick bort 1915. Brorsonen Edward Berggren hade sedan 1901 lett företaget som disponent. Företaget skulle senare gå över till Carl Leopold Berggrens svärson Ernst Colliander som suttit i styrelsen sedan 1905. 
1935 började tillverkningen av smörgåsrån. Bolaget gick över till elektrisk uppvärmning av ugnarna under mottot "Elektriskt bak ger bästa smak".  Familjen ägde från 1947 bolaget via AB Bisco som i sin tur ägdes av en släktfond och stiftelse samt Sven och Nils Colliander, sönerna till Ernst Colliander och Consuelo Berggren. Den tredje generationen i ägarfamiljen engagerades i bolaget under 1930-talet. Sven Colliander utsågs till fabrikschef 1930 och direktör 1939. Brodern Nils Colliander blev ingenjör vid fabriken 1936.
Under Gösta Cederryd, som hämtades från P.O. Stokkebye Kvarnaktiebolag, utvecklades bolaget starkt under 1950-talet. Kexbageriet byggdes ut med två 55 meter långa bandugnar i början på 1950-talet. Det var ett tekniksprång genom att ett ändlöst roterande band ersatte hanteringen med lösa plåtar. Produktionen rationaliserades och förenklades med mindre transporter och ljudmiljön blev mycket bättre.
Verksamheten växte kraftigt även under 1960-talet och storsäljare som Ballerina och Singoalla lanserades. Baddare producerades redan på 1960-talet under namnet skumbräck och såldes då i papperspåsar. Föregångare var bakverket tigertunga som bestod av två trekantiga rån med skum emellan. 1965 lanserades Saltiner och 1968 Remi. 1971 lanserades Kung Oscars pepparkakor även om pepparkakor tillverkats sedan verksamheten startade.
1962 köptes tomten där Kungälvs glasbruk tidigare låg vilket möjliggjorde nya utbyggnader. 1967 invigdes den nya wafersfabriken och ett nytt laboratorium i Kungälv. Wafersfabriken hade tio ugnar och automatiseringen var långt driven. Göteborgs Kex tog över det tidigare delägda Örebro Kexfabrik helt 1967 och lade ned produktionen i Örebro 1976. Brago var från början en produkt från Örebro Kexfabrik. En ny logotyp lanserades 1974 samtidigt som förpackningarnas formgivning blev enhetlig. Under 70-talet byggdes fabriken ut i flera omgångar. 1973–1975 byggdes bagerierna för wafers och kex ut i stor omfattning. Exporten ökade till de nordiska grannländerna. Expansion skedde genom uppköp av den danska kextillverkaren Jul A Jörgensen A/S i Århus i Århus 1971. Det skedde som en reaktion på oron över att stå utanför EG-området. Verksamheten i Danmark fanns kvar till 1981. 1979 upphörde bolaget att vara familjeägt då det såldes till Marabou av familjen Colliander.

### Orkla
1994 köpte norska Orkla-koncernen, som är den största leverantören av märkesvaror till dagligvaruhandeln i Norden, Göteborgs Kex. Tillsammans med Orklas två övriga kexbolag, Saetre A/S i Norge och Kantolan Keksi Oy i Finland, leder Göteborgs Kex ett eget verksamhetsområde inom Orkla. Verksamheten ingår sedan 2014 i Orkla Confectionery & Snacks Sverige som bildades då Orkla lade samman Göteborgs kex och OLW. I juni 2018 beslutades att produktionen i Kungälv skulle läggas ner 2022 och därefter flyttas till en nybyggd anläggning utanför Riga i Lettland, men behålla produktutvecklingen i Sverige. Den så kallade Bräckboden, som saluförde andrasortering från fabrikens produktion och låg på fabriksområdet stängde permanent i augusti 2022. 
Orkla planerar att själva bygga bostäder på fabrikstomten. På fabriksområdet kommer en ny stadsdel att utvecklas under namnet Kexstaden (tidigare benämnd Nordre Älvstranden). Projektet marknadsförs även som Kexstaden 1888 av utvecklingsbolaget Scandinavian Development. Kungälvs kommunstyrelse gav positivt planbesked 2020–2021 till fastighetsägarna Orkla (fastigheterna Fabrikerna 4 och 11) och Aspelin Ramm (Koggen 1, 2 och 3). Stadsdelen ska ha blandning av bostäder, arbetsplatser och service. 2025 kan de första byggnationerna komma att starta.

## Produkter och varumärken

### Hushållswafers och Jätten
Wafers har tillverkats av Göteborgs Kex sedan 1888 och fick sitt genombrott på 1930-talet. En jubileumsskrift från 1938 lyder: ”det är ganska aktningsvärda kvantiteter som tillverkas, särskilt till påsk och under sommaren, då glassförsäljningen är i full gång”. Under andra världskriget ökade efterfrågan på wafers, då många andra livsmedel var ransonerade. På 1960-talet sänktes priset på wafers-kexen rejält då chokladskatten togs bort. Göteborgs Kex har under åren tillverkat många smaker på wafers, till exempel äpple, kanel, hallon, jordnöt och lakrits. Hushållswafers har marknadsförts under många olika namn, länge hette de "Ascot", sedan "Hushållswafers". Göteborgs Kex tillverkar även små miniwafers i påsar med namnet "Jätten". På 1980-talet kom "tropical wafers" med exotiska fyllningar. På 1990-talet bytte Hushållswafers namn till det forna Ascot och Jätten till "Plentis". Namnbytet blev dock inte långvarigt och snart var Hushållswafers och Jätten tillbaka i hyllorna.

### Exempel på produkter och varumärken
- Ballerina (1963–)[28]
- Brago (1958–)[28]
- Cremekex
- Guld Marie (1888–)[28]
- Nalle Puh-kex
- Remi (1968–)
- Singoalla (1964–)
- Smörgåsrån (1935–)

### Utgångna produkter
- Albert (1888–1977)
- Baddare (1960-talet–2022)
- Farmors gräddfyllda
- Farmors nötfyllda
- Kung Oscars pepparkakor (1971–2022). Varumärket sålt till Annas Pepparkakor.
- Mormors ringar
- Party
- Romi
- Valencia